# Мифология алтайцев
Мифология алтайцев — совокупность мифологических воззрений, верований и культов алтайцев.
В мифологии алтайцев существовало представление как о трёх мирах Вселенной (небесный, земной и подземный), так и о множестве её сфер, слоев или ярусов, в которых обитают многочисленные персонажи алтайской мифологии.
В небесной сфере обитают светлые и доброжелательные по отношению к человеку божества и духи. Верховными небожителями, демиургами, создателями мира разных религиозно-мифологических традициях считались Юч-Курбустан, Ульгень(Кудай),Бурхан, Эрлик.
В земной сфере обитает человек и многочисленные земные божества и духи-хозяева окружающей природы: духи огня, ветра, воды, гор, лесов, источников, домашние духи.
В подземном мире обитают духи, враждебные человеку. Владыкой подземного мира является Эрлик, по некоторым версиям брат Кудая (бога).
В мифологии алтайцев главный создатель скота и людей Кэдэ Мэнкэ Адазъ живет на девятом небе, он хозяин всех небожителей улгеней, его оружие — молния и луч света. Ниже его расположено грозное божество небесного огня Ялкен. По данным Г. Н. Потанина алтайско-хакасский Кудай представлял главу верхнего мира. В представлениях алтайцев (а также тувинцев и якутов) Улуу — небесное божество, которое производит гром. А. В. Анохин считает, что в шаманской мифологии алтайцев духи высшего разряда, в том числе и Эрлик,  называются тӧс «основа», а более низкие по рангу чистые духи (ару-кöрмöсы), таянганым «моя опора». Каждый чистый дух имеет своего тёся и, вероятно, он к нему «прислоняется» (если тöс — дух горы) или «омывается» (если тот — дух озера).
В шаманстве и мифологии алтайцев присутствует значительный пласт представлений о медведе.

## Космогония
Создателем всего сущего, демиургом, Ульгень стал при помощи Священной Белой Матери (Ак-Эне). Творение продолжалось шесть дней. Ульгень сотворил не только землю, небо, солнце, луну, радугу, гром, огонь, но и создал первого человека, кости которого были сделаны из камыша, а тело из глины. Он сотворил собаку (Ийт) и велел ей сторожить первого человека. Он же сотворил богатырей Майдере и Мангдышире. Сотворил камни, деревья, посадил цветы. Он творец головы и пуповины у людей и скота, творец пастбищ и человеческих жилищ. Перед потопом он поручил Наме построить плот и велел посадить всех зверей и птиц.

## Верхний мир
- Кудай
- Ульгень
- Юч-Курбустан
- Бурхан
- Ак-Эне
- Кайракан
- Каршит
- Умай
- От-Эне
- Майдере
- Мангдышире
- Дьайачы
- Тюрюн-Музыкай
- Коча-кан

### Духи верхнего мира
- Дьайык
- Суйла
- Карлык
- Каракуш-кан
- Кургай-кан
- Уткучы
- Чымар-кас
- Куралдай
- Келегей
- Эрмен-хан

### Первопредки
- Шангдимы
- Тепкара
- Поудо-Сонко
- Таргын-нама
- Дьяра-Чечен

## Нижний мир
- Эрлик
- Караш
- Кагыр-кан
- Пургул-хан
- Сынзай-хан
- Jутпа

### Духи нижнего мира
- Кёрмёс-духи
- Узют-ангел подземного мира
- Алдачы-ангел смерти

## Средний мир

### Земные божества и духи — хозяева природы (ээзи)
- Алтай ээзи (дух-хозяин Алтая)
- Дьердин ээзи (дух-хозяин земли)
- Туунын, кырдын ээзи (духи-хозяева гор)
- Дьер-Суу (Земля-Вода)
- Суу ээзи (дух-хозяин воды)
- Аржан, кутук (дух-хозяин целебной воды)
- Сары-эмеен, Куу-эмеен (духи-хозяева ветра и вихря урагана)
- Тьялыкан-ээзи / Дьялкын-ээзи (дух-хозяин молний)

### Духи дома и семейно-родовые охранители (коручылар)
- Бабырган
- От ээзи (хозяин огня)
- Эмегендер (духи материнского рода)
- Энекелер (старушки, матери Эмегендер)

### Низшая мифология
- Албыс / Алмыс
- Дьелбеген